# شرمن ادواردز
شرمن ادواردز (انگلیسی: Sherman Edwards؛ ۴ آوریل ۱۹۱۹ – ۳۰ مارس ۱۹۸۱) یک موسیقی‌دان اهل ایالات متحده بود.